# Theridion albidum
Theridion albidum är en spindelart som beskrevs av Banks 1895. Theridion albidum ingår i släktet Theridion och familjen klotspindlar. Inga underarter finns listade i Catalogue of Life.